# Sandra Hüller
Sandra Hüller (Suhl, 1978) é uma atriz alemã. Venceu em 2017 o European Film Award na categoria de melhor atriz por Toni Erdmann. Participou de filmes alemães, austríacos, americanos, britânicos e franceses. Obteve reconhecimento internacional em 2023 por sua atuação no drama sobre o Holocausto , A Zona de Interesse, de Jonathan Glazer, e no drama jurídico de Justine Triet, Anatomia de uma Queda. Por seu trabalho nesses filmes, obteve duas indicações ao BAFTA, sendo que o último também lhe rendeu um Prêmio do Cinema Europeu e um César, ambos de Melhor Atriz, além de ter sido indicada ao Globo de Ouro e ao Oscar de Melhor Atriz.
Hüller interpretou Anneliese Michel no drama Requiem, de Hans-Christian Schmid, em 2006, obtendo o Urso de Prata de melhor atriz. Também interpretou o papel de uma filha problemática, na comédia Toni Erdmann, de Maren Ade, em 2016, pelo qual ganhou seu primeiro European Film Award de Melhor Atriz.

## Filmografia (parcial)
- Midsommar Stories (1999)
- Requiem (2006)
- Madonnen (2006)
- Der Architekt (2008)
- Anonyma - Uma Mulher em Berlim
- Henri IV (2009)
- Brownian Movement (2010)
- Über uns das All (2011)
- Finsterworld (2013)
- Toni Erdmann (2016)
- Anatomia de uma Queda (2023)
- Sisi & Ich (2023)
- Zona de Interesse (2023)
- Rose (2024)